# Tractat de Hopewell
El Tractat de Hopewell és un dels tres tractats diferents firmats a la Plantació Hopewell. La plantació era propietat d'Andrew Pickens, i es trobava al riu Sèneca al nord-oest de Carolina del Sud. Els tractats van ser signats entre el Congrés de la Confederació dels Estats Units i les nacions Cherokees (1785), Chickasaws i Choctaws (1786). El lloc històric del 'Roure del Tractat', on es van dur a terme la signatura, és l'Old Cherry Road a comtat de Pickens (Carolina del Sud). Hi ha una fita històrica col·locat prop del pont que creua el llac Hartwell, i un sender a través del bosc que permet l'accés al monument. L'actual Roure del Tractat ja no és viu.

## 1785

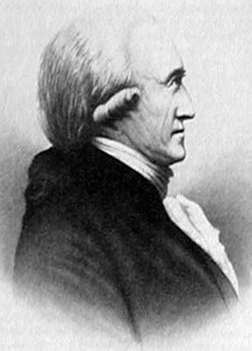
El senador dels EUA Benjamin Hawkins

El 28 de novembre de 1785 es va signar el primer Tractat de Hopewell entre el representant dels Estats Units Benjamin Hawkins i els indis cherokees. El tractat va establir un límit occidental de poblament estatunidenc. El tractat va donar origen a la frase irònica cherokee de Fulles Parlants, ja que van afirmar que quan els tractats ja no s'adapten als americans, volarien com fulles que parlen. Una descripció de la frontera es troba en l'article 4 de l'acord:
| « | El límit assignat als cherokees pels seus vedats de caça, entre els dits indis i els ciutadans dels Estats Units, dins dels límits dels Estats Units d'Amèrica, és i serà el següent, a saber. Començant a la desembocadura del riu Duck, al Tennessee; des d'allà cap al nord-est de la serralada que divideix les aigües que desemboquen al Cumberland dels que desemboquen al Tennessee; tant a l'est d'aquesta cresta fins a una línia nord-est, que colpejarà el riu Cumberland quaranta milles per sobre de Nashville; des d'allí seguint aquesta línia fins al riu; d'aquí el dit riu fins al gual on el camí creua el riu Kentucky; d'allí a la línia de Campbell, prop de Gap Cumberland; d'allà a la desembocadura de la riera de Claud a Holstein; d'allí a la muntanya Chimney-top; d'allí a Camp-creek, prop de la desembocadura del Big Limestone, a Nolichuckey; allí un curs de sis milles al sud d'una muntanya; des d'allà cap al sud fins a la línia de Carolina del Nord; d'allà al sud de la frontera índia-Carolina del Sud, i al llarg de la mateixa al sud-oest sobre la part superior de la muntanya Oconee fins que ferirà riu Tugaloo; des d'allí una línia directa al cim de la muntanya Currohee; d'allí al capdavant de la forca al sud del riu Oconee. | » |

Inclòs en les firmes de la delegació cherokee hi havia diversos líders dels Chickamauga/Baix Cherokee, incloent dos de la mateixa ciutat de Chickamauga i un de la ciutat Lookout Mountain.
El cherokees es va queixar en el tractat que uns 3.000 colons blancs del de facto Estat de Franklin ja estaven vivint en terres ocupades al costat cherokee de la línia acordada, entre els rius Holston i French Broad, i van continuar disputant aquesta regió fins que una nova frontera va ser definida pel Tractat de Holston de 1791.

## 1785 - 1786

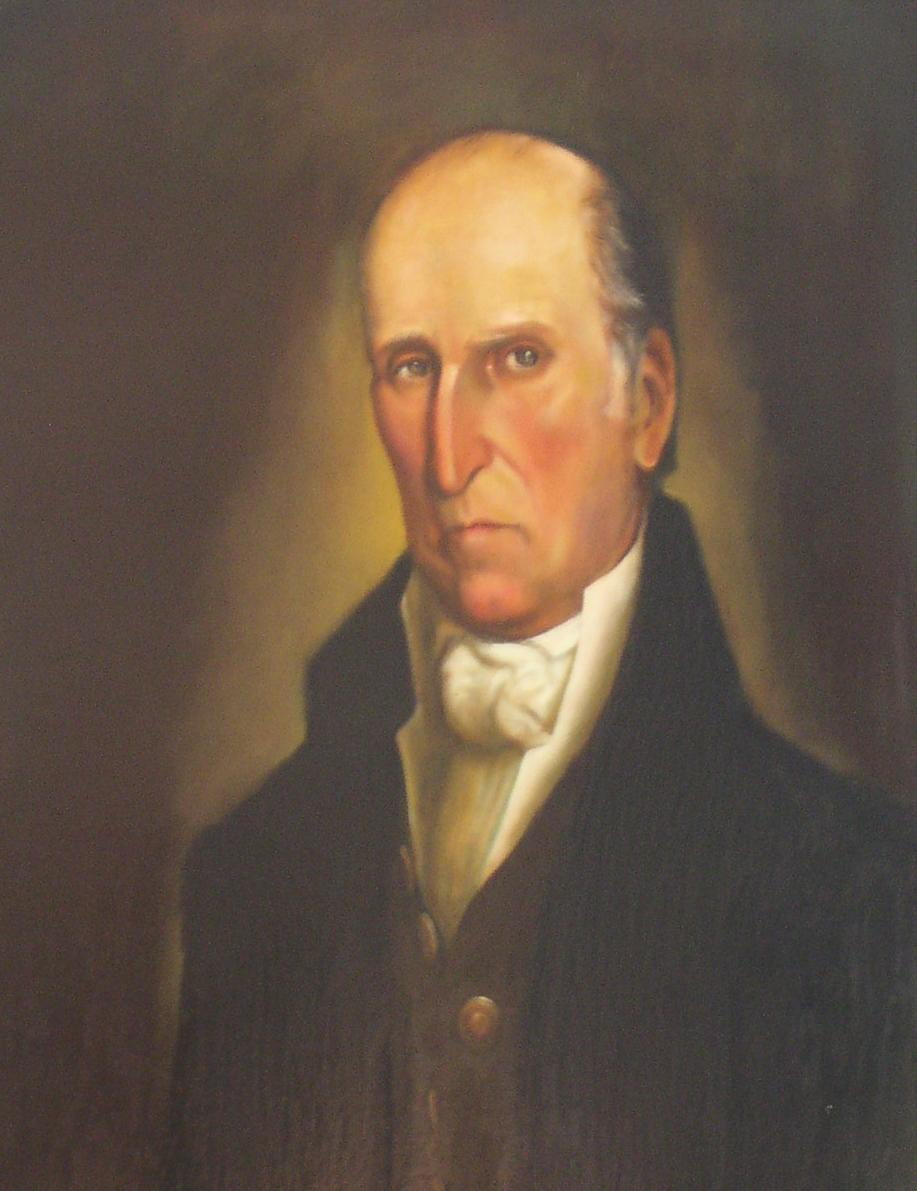
Representant dels EUA Andrew Pickens.

### Cherokees
El 28 de novembre de 1785 es va signar el primer Tractat de Hopewell entre els representants dels Estats Units Benjamin Hawkins, Andrew Pickens, i Joseph Martin i membres del Poble Cherokee.

#### Termes del tractat Cherokee
El preàmbul comença amb,
| « | Els Comissionats Plenipotenciaris dels Estats Units d'Amèrica donen la pau a tota la nació Cherokee, i els reben en el favor i la protecció dels Estats Units d'Amèrica, en les següents condicions: ... | » |

A continuació s'enumeren els termes del tractat: 
1. Els indis retornaran els presoners (que siguin ciutadans dels EUA o aliats seus), esclaus, i propietats. 

2. Els cherokees reconeixen la protecció proporcionada pels Estats Units. 

3. Es definiran les fronteres. 

4. Cap ciutadà dels Estats Units podrà assentar-se en terres dels indis i els indis podran castigar els violadors com els vingui de gust. 

5. Els indis lliuraran els delinqüents que cometin delictes de robatori, assassinat, o crims capitals. 

6. Els ciutadans dels Estats Units que cometin crims contra els indis seran castigats. 

7. Restricció de les represàlies. 

8. Els Estats Units regularan el comerç. 

9. Disposició especial per al comerç. 

10. Els cherokees donaran avís de qualsevol cosa que coneguin contra els Estats Units per les tribus o qualsevol persona. 

11. Pau i amistat perpètua.

### Choctaws
El 3 de gener de 1786 es va signar el Tractat de Hopewell entre representants dels Estats Units Benjamin Hawkins, Andrew Pickens, i Joseph Martin i membres dels Choctaws.

#### Termes del tractat Choctaw
El preàmbul comença amb,
| «                            | Els Comissionats Plenipotenciaris dels Estats Units d'Amèrica donen la pau a tota la nació Cherokee, i els reben en el favor i la protecció dels Estats Units d'Amèrica, en les següents condicions: ... | » |
| — -Tractat de Hopewell, 1786 | |   |

A continuació s'enumeren els termes del tractat: 
1. Els indis retornaran els presoners (que siguin ciutadans dels EUA o aliats seus), esclaus, i propietats. 

2. Els choctaws reconeixen la protecció proporcionada pels Estats Units. 

3. Es definiran les fronteres. 

4. Cap ciutadà dels Estats Units podrà assentar-se en terres dels indis i els indis podran castigar els violadors com els vingui de gust. 

5. Els indis lliuraran els delinqüents que cometin delictes de robatori, assassinat, o crims capitals. 

6. Els ciutadans dels Estats Units que cometin crims contra els indis seran castigats. 

7. Restricció de les represàlies. 

8. Els Estats Units regularan el comerç. 

9. Disposició especial per al comerç. 

10. Els choctaws donaran avís de qualsevol cosa que coneguin contra els Estats Units per les tribus o qualsevol persona. 

11. Pau i amistat perpètua.

### Chickasaws
El 10 de gener de 1786 es va signar el Tractat de Hopewell entre representants dels Estats Units Benjamin Hawkins, Andrew Pickens, i Joseph Martin i els Chickasaws.

#### Termes del tractat Chickasaw
El preàmbul comença amb,
| «                            | Els Comissionats Plenipotenciaris dels Estats Units d'Amèrica donen la pau a tota la nació Chickasaw, i els reben en el favor i la protecció dels Estats Units d'Amèrica, en les següents condicions: ... | » |
| — -Tractat de Hopewell, 1786 | |   |

A continuació s'enumeren els termes del tractat: 
1. Els indis retornaran els presoners (que siguin ciutadans dels EUA o aliats seus), esclaus, i propietats. 

2. Els chickasaws reconeixen la protecció proporcionada pels Estats Units. 

3. Es definiran les fronteres. 

4. Cap ciutadà dels Estats Units podrà assentar-se en terres dels indis i els indis podran castigar els violadors com els vingui de gust. 

5. Els indis lliuraran els delinqüents que cometin delictes de robatori, assassinat, o crims capitals. 

6. Els ciutadans dels Estats Units que cometin crims contra els indis seran castigats. 

7. Restricció de les represàlies. 

8. Els Estats Units regularan el comerç. 

9. Disposició especial per al comerç. 

10. Els chickasaws donaran avís de qualsevol cosa que coneguin contra els Estats Units per les tribus o qualsevol persona. 

11. Pau i amistat perpètua.